# Bostadsområde
Bostadsområde kallas ett område speciellt avsett för boende, oftast i tätort eller annat större samhälle. Det kan vara bebyggt med flerfamiljshus, radhus och villor, eller en blandning dessa. Bebyggelsen är reglerad i detaljplan. 
Etablering av störande industrier brukar hållas åtskilda från bostadsområdena och hänvisas till särskilda industriområden.  